# Gladson Cameli

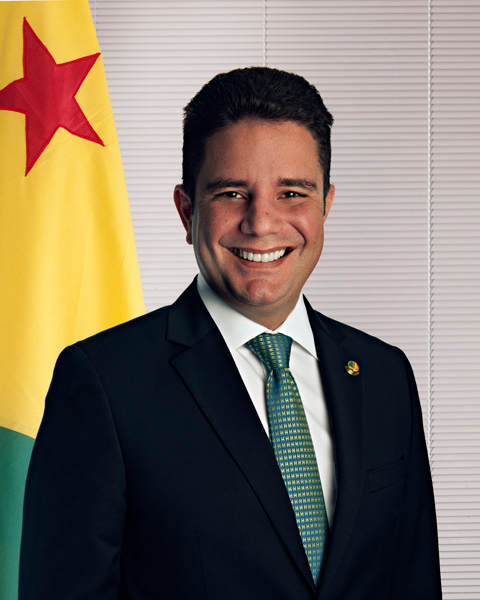
Gladson Cameli

Gladson de Lima Cameli (* 26. März 1978 in Cruzeiro do Sul) ist ein brasilianischer Politiker und Ingenieur aus den Bundesstaat Acre. Er ist Mitglied des Partido Progressista (PP), der Fortschrittspartei, und seit 2019 Gouverneur von Acre.

## Leben
Cameli war von 2007 bis 2015 Bundesabgeordneter für seinen Heimatstaat in der brasilianischen Abgeordnetenkammer. Er wurde bei den Wahlen in Brasilien 2014 zum Senator gewählt und vertrat von 2015 bis 1. Januar 2019 Acre im brasilianischen Bundessenat. Er war in der Zeit in den Petrobras-Skandal verwickelt.
In der ersten Runde der Wahlen in Brasilien 2018 wurde er in Nachfolge von Tião Viana zum 18. Gouverneur von Acre gewählt.
„Cameli beendete die Dauerherrschaft des PT in Acre, die 1998 begonnen hatte. Er beendete auch den Einfluss der Umweltbewegung, der Bauernkollektive und der Gewerkschaft der Kautschukzapfer.“ Er ist „ein Befürworter der modernen Agrarindustrie“.
Bei der Gouverneurswahl in Acre 2022 bei den Wahlen in Brasilien 2022 strebte Cameli die Wiederwahl als Gouverneur von Acre an. Er wurde mit 242.100 oder 56,75 % der gültigen Stimmen wiedergewählt.

## 3 Millionen US-Dollar Entschädigungen
Die  Familie Cameli stellt mit Gladson de Lima Cameli neben Orleir Messias Cameli zum zweiten Mal den Gouverneur. Cameli gehört zu der Cameli-Familie, die im brasilianischen Gliedstaat Acre großen Einfluss hat. Sie wurde wegen illegalen Abholzung auf Terrain, das ihnen nicht gehörte, verurteilt.
Sie hatten vor 25 Jahren im Territorium der Asháninka rund ein Viertel ihres Landes abgeholzt und verwertet. Im April 2020 haben sich die Angeklagten mit den Asháninka und dem brasilianischen Staat geeinigt. Sie müssen umgerechnet rund 3 Millionen US-Dollar Entschädigungen zahlen und sich entschuldigen. Das ist ein wichtiger Sieg, denn das oberste Gericht hat entschieden, dass Umweltvergehen nicht verjähren können.